# レ・ガールズ (テレビ番組)
本項で解説する『レ・ガールズ』は、日本テレビ系列局ほかで放送されていた日本テレビ製作のバラエティ番組である。花王石鹸（現・花王）の一社提供。日本テレビ系列局では1967年8月4日から1968年7月12日まで、毎週金曜 19:30 - 20:00 （日本標準時）に放送していた。カラー放送。

## 概要
その名の通り、レ・ガールズの金井克子、原田糸子、由美かおる、奈美悦子、江美早苗（後の中里綴）がレギュラーを務めていた番組。番組は、彼女たちが各回のゲストとコントをする「ミニ・ミュージカル」、マスコット人形を使ったコント「コント・デ・マー坊」、歌のコーナー「ヒットソング・コーナー」および「ショー・ナンバー」、そして一般からの参加者とダンスを披露する「みんなで踊ろう」の5つのコーナーで構成されていた。
初回のゲストは渡哲也と前番組『チック・タックのフライマン』で吹き替えを担当していた晴乃チック・タックだった。最終回のゲストはドンキー・カルテットとコント55号で、「ミニ・ミュージカル」ではレ・ガールズ扮するビューティーサロンとドンキー扮する床屋が商売合戦を繰り広げていた。
番組のテーマ曲は「ミニ・ミニ・ガール」（作詞・作曲：浜口庫之助 / 編曲：木村好夫）。1967年8月、金井克子のソロという形でシングルレコードが発売された（COLUMBIA P-2、「小っちゃな恋の歌」のカップリングとして収録）。
番組の終了後、花王石鹸はこの金曜19:30枠のスポンサーから撤退した。これにより、1956年1月に『花王ワンダフルクイズ』がスタートしてから日本テレビで12年半続いた花王の一社提供番組シリーズは終了した。

## 放送局
| 放送対象地域 | 放送局         | 系列                          | 放送時間           | 備考                         |
| ------------ | -------------- | ----------------------------- | ------------------ | ---------------------------- |
| 関東広域圏   | 日本テレビ     | 日本テレビ系列                | 金曜 19:30 - 20:00 | 製作局                       |
| 北海道       | 札幌テレビ     | 日本テレビ系列 フジテレビ系列 | 金曜 19:30 - 20:00 | [ 3 ]                        |
| 青森県       | 青森放送       | 日本テレビ系列                | 金曜 19:30 - 20:00 | [ 4 ]                        |
| 秋田県       | 秋田放送       | 日本テレビ系列                | 金曜 19:30 - 20:00 | [ 4 ]                        |
| 山形県       | 山形放送       | 日本テレビ系列                | 金曜 19:30 - 20:00 | [ 5 ]                        |
| 岩手県       | 岩手放送       | TBS系列                       | 金曜 19:30 - 20:00 | [ 6 ]                        |
| 宮城県       | 東北放送       | TBS系列                       | 金曜 19:30 - 20:00 | [ 7 ]                        |
| 福島県       | 福島テレビ     | 日本テレビ系列 TBS系列        | 金曜 19:30 - 20:00 | [ 7 ]                        |
| 新潟県       | 新潟放送       | TBS系列                       | 金曜 19:30 - 20:00 | [ 8 ]                        |
| 富山県       | 北日本放送     | 日本テレビ系列                | 金曜 19:30 - 20:00 | [ 8 ]                        |
| 石川県       | 北陸放送       | TBS系列                       | 金曜 19:30 - 20:00 | [ 8 ]                        |
| 福井県       | 福井放送       | 日本テレビ系列                | 金曜 19:30 - 20:00 | [ 8 ]                        |
| 長野県       | 信越放送       | TBS系列                       | 金曜 19:30 - 20:00 | [ 9 ]                        |
| 静岡県       | 静岡放送       | TBS系列                       | 金曜 19:30 - 20:00 | [ 10 ]                       |
| 山梨県       | 山梨放送       | 日本テレビ系列                | 金曜 19:30 - 20:00 | [ 11 ]                       |
| 中京広域圏   | 名古屋テレビ   | 日本テレビ系列 NET系列        | 金曜 19:30 - 20:00 | 当時の社名は名古屋放送       |
| 近畿広域圏   | よみうりテレビ | 日本テレビ系列                | 金曜 19:30 - 20:00 | [ 13 ]                       |
| 鳥取県       | 日本海テレビ   | 日本テレビ系列                | 金曜 19:30 - 20:00 | 当時は鳥取県のみの県域局     |
| 島根県       | 山陰放送       | TBS系列                       | 金曜 19:30 - 20:00 | 当時は島根県のみの県域局     |
| 広島県       | 広島テレビ     | 日本テレビ系列 フジテレビ系列 | 金曜 19:30 - 20:00 | [ 15 ]                       |
| 山口県       | 山口放送       | 日本テレビ系列                | 金曜 19:30 - 20:00 | [ 16 ]                       |
| 徳島県       | 四国放送       | 日本テレビ系列                | 金曜 19:30 - 20:00 | [ 17 ]                       |
| 香川県       | 西日本放送     | 日本テレビ系列                | 金曜 19:30 - 20:00 | [ 15 ]                       |
| 愛媛県       | 南海放送       | 日本テレビ系列                | 金曜 19:30 - 20:00 | [ 16 ]                       |
| 高知県       | 高知放送       | 日本テレビ系列                | 金曜 19:30 - 20:00 | [ 16 ]                       |
| 福岡県       | テレビ西日本   | フジテレビ系列                | 日曜 18:00 - 18:30 | [ 18 ]                       |
| 長崎県       | 長崎放送       | TBS系列                       | 金曜 19:30 - 20:00 | [ 18 ]                       |
| 熊本県       | 熊本放送       | TBS系列                       | 金曜 19:30 - 20:00 | [ 18 ]                       |
| 大分県       | 大分放送       | TBS系列                       | 金曜 19:30 - 20:00 | [ 16 ]                       |
| 宮崎県       | 宮崎放送       | TBS系列                       | 金曜 19:30 - 20:00 | [ 19 ]                       |
| 鹿児島県     | 南日本放送     | TBS系列                       | 金曜 19:30 - 20:00 | [ 19 ]                       |
| 琉球政府     | 沖縄テレビ     | フジテレビ系列                | 日曜 21:00 - 21:30 | 当時はアメリカ合衆国の統治下 |